# ガールズモード
『ガールズモード』（GIRLS MODE）はシンソフィアが開発し、任天堂より発売されているファッションコーディネートゲームのシリーズ。
- わがままファッション ガールズモード （ニンテンドーDS 2008年10月23日）
- わがままファッション GIRLS MODE よくばり宣言! （ニンテンドー3DS 2012年9月27日）
- GIRLS MODE 3 キラキラ☆コーデ （ニンテンドー3DS 2015年4月16日）
- Girls Mode 4 スター☆スタイリスト （ニンテンドー3DS 2017年11月2日）